# Lucasium bungabinna
Espèce
Lucasium bungabinna est une espèce de geckos de la famille des Diplodactylidae.

## Répartition
Cette espèce est endémique d'Australie. Elle se rencontre en Australie-Occidentale et en  Australie-Méridionale.

## Publication originale
- Doughty & Hutchinson, 2008 : A new species of Lucasium (Squamata: Diplodactylidae) from the southern deserts of Western Australia and South Australia. Records of the Western Australian Museum, vol. 25, p. 95-106 (texte intégral).